# 3T
3T ist eine US-amerikanische R&B-Pop-Band, die aus den drei Brüdern Tariano Adaryll „Taj“ Jackson II (* 4. August 1973 in Los Angeles, Kalifornien), Taryll Jackson (* 8. August 1975 in Los Angeles) und Tito Joe „TJ“ Jackson (* 16. Juli 1978 in Los Angeles) besteht. Sie sind die Söhne von Tito Jackson und somit die Neffen von Michael und Janet Jackson.

## Privatleben
Ihre Mutter Delores „Dee Dee“ Martes sorgte dafür, dass 3T eine relativ normale Kindheit hatten. 1994 ertrank sie im Alter von 39 Jahren im Swimmingpool ihres damaligen Lebensgefährten, dem Geschäftsmann Donald Bohana. TJ war zu dem Zeitpunkt 16 Jahre, Taryll 19 Jahre und Taj 21 Jahre alt.
Die Ermittler gingen zunächst – anders als die Familie – von einem Unfall aus. Die Söhne konnten eine Wiederaufnahme des Verfahrens erreichen. Darin folgten Staatsanwaltschaft und Gericht ihrer Argumentation, und so wurde Bohana 1998 zu 15 Jahren Haft wegen Mordes mit bedingtem Vorsatz verurteilt.
TJ Jackson ist seit 2007 mit Frances Casey (* 1975) verheiratet und hat mit ihr drei Kinder: einen Sohn (* 23. Oktober 1999) und zwei Töchter (* 20. März 2008 und * 30. November 2010). Außerdem ist TJ Stiefvater von zwei Töchtern (* 1990) und (* 1993), den Kindern seiner Frau aus einer früheren Beziehung.
Taryll Jackson ist mit Breana Cabral (* 1980) liiert und hat mit ihr zwei Söhne (* 20. Februar 2008) und (* 17. Februar 2011).
Taj Jackson ist seit 2013 mit der Brasilianerin Thayana Sco (* 1984) von T-Rio verheiratet, mit der er zwei Töchter (* 2018, 2021) hat.
Zu ihrem Onkel Michael Jackson hatten die drei Brüder stets ein enges Verhältnis. Die Liebe zu ihrem Onkel brachten die drei auch im Programmheft zur Trauerfeier von Michael Jackson zum Ausdruck. Darin schrieb z. B. TJ: „Du hast mich gelehrt zu lächeln. Du hast mich gelehrt zu träumen. Du hast mich gelehrt zu leben. Onkel Michael, ich werde immer unsere besonderen Augenblicke und glückselige Zeit in Erinnerung bewahren. Ich liebe dich so sehr“.

## Bandgeschichte
Bereits als kleine Kinder erschienen Taj, Taryll und TJ Jackson zusammen mit ihrem berühmten Vater, Onkeln und Tanten im Fernsehen und auf der Bühne. Schon früh begannen sie die Jackson 5 zu imitieren, lernten selbst Instrumente zu spielen und Songs zu schreiben. 1985 – TJ war 7, Taryll 10 und Taj 12 Jahre alt – wurde ihnen ein Plattenvertrag angeboten. Sie lehnten ab, da sie zunächst ihre Kindheit genießen und die Schule beenden wollten.
Das erste Mal zu hören waren 3T 1992 auf dem Soundtrack zu der Mini-Serie The Jacksons – An American Dream mit ihrem selbst geschriebenen Titel You Are the Ones. Nach der Mitwirkung am Free-Willy-Soundtrack 1993 mit Didn't Mean to Hurt You sowie dem auf dem Soundtrack für den Nachfolger veröffentlichten What Will It Take brachten sie 1995 ihr erstes Album Brotherhood auf den Markt. Das Album konnte besonders in Europa beachtliche Erfolge erzielen. Die Singleauskopplungen „Anything“, 24/7, Why, I Need You, Tease Me und Gotta Be You wurden allesamt zu Hits in Europa. Den Titel Why (geschrieben von Babyface) sangen sie zusammen mit ihrem Onkel Michael Jackson, der diesen Song ursprünglich auf seinem eigenen Album veröffentlichen wollte, ihn dann aber seinen Lieblingsneffen schenkte.
1996 waren 3T bezogen auf die Verkaufszahlen nach den Spice Girls die erfolgreichste Band in Europa. Eine Europa-Tour führte die drei jungen Jacksons 1998 auch nach Deutschland.
Bis 1999 arbeiteten sie an diversen Projekten (unter anderem steuerten sie zu dem Men-in-Black-Soundtrack einen Song bei) und an ihrem zweiten Album, welches Déjà Vu heißen sollte. Aufgrund von Problemen mit ihrer damaligen Plattenfirma Sony Music konnte dieses aber nicht veröffentlicht werden und als sie 2004 bei der Musiksparte von TF1 unterschrieben, verblieben die alten Aufnahmen bei Sony und waren verloren. Trotzdem veröffentlichten sie noch im selben Jahr ein neues Album Identity. Von den beiden Singles daraus wurde nur Stuck on You (ein Cover des Lionel-Richie-Klassikers) in Deutschland veröffentlicht, Sex Appeal kam in Frankreich, der Schweiz und den Niederlanden in die Plattenläden. Am erfolgreichsten waren 3T bisher in Großbritannien und Frankreich.
TJ und Taryll Jackson schrieben und produzierten über die Jahre auch Songs für verschiedene andere Künstler, einschließlich Lindsay Lohan und ihre Tante Janet Jackson.
Bei den 52. Grammy Awards am 31. Januar 2010 erschienen 3T auf der Bühne, um ihren Cousin Prince und ihre Cousine Paris Jackson zu unterstützen, die die Auszeichnung für das Lebenswerk im Namen ihres Vaters, Michael Jackson, entgegennahmen.
Am 8. Oktober 2011 traten 3T beim Michael Forever – The Tribute Concert im Millennium Stadium in Cardiff auf. Sie sangen das Stück Heartbreak Hotel (auch bekannt als This Place Hotel) von The Jacksons und ihre eigene Hitsingle Why, die ursprünglich als Duett mit Michael Jackson für ihr Album Brotherhood aufgenommen worden war. Am Ende der Darbietung von Why konnten die drei Brüder ihre Trauer um ihren Onkel Michael Jackson nicht unterdrücken und brachen auf der Bühne in Tränen aus.
Taryll Jackson veröffentlichte 2012 zwei Solo-EPs: Undeniable und My Life Without You.
3T sind seit 2012 auch wieder gemeinsam im Studio und arbeiten an einem neuen Album. Am 1. April 2013 veröffentlichten die drei Brüder in Gedenken an ihre 1994 ermordete Mutter an deren Geburtstag einen Auszug eines neuen Songs auf ihrer Homepage.

## Diskografie

### Studioalben
| Jahr | Titel Musiklabel                                 | Höchstplatzierung, Gesamtwochen, AuszeichnungChartplatzierungen (Jahr, Titel, Musiklabel, Platzierungen, Wochen, Auszeichnungen, Anmerkungen) | Höchstplatzierung, Gesamtwochen, AuszeichnungChartplatzierungen (Jahr, Titel, Musiklabel, Platzierungen, Wochen, Auszeichnungen, Anmerkungen) | Höchstplatzierung, Gesamtwochen, AuszeichnungChartplatzierungen (Jahr, Titel, Musiklabel, Platzierungen, Wochen, Auszeichnungen, Anmerkungen) | Höchstplatzierung, Gesamtwochen, AuszeichnungChartplatzierungen (Jahr, Titel, Musiklabel, Platzierungen, Wochen, Auszeichnungen, Anmerkungen) | Anmerkungen                             |
| Jahr | Titel Musiklabel                                 | DE | CH | UK | US | Anmerkungen                             |
| ---- | ------------------------------------------------ | --- | --- | --- | --- | --------------------------------------- |
| 1995 | Brotherhood MJJ Music / Sony Music               | DE30 (18 Wo.)DE | CH25 Gold · (16 Wo.)CH | UK11 Gold · (15 Wo.)UK | US127 (15 Wo.)US | Erstveröffentlichung: 7. November 1995  |
| 2004 | Identity TF1 Records / Fonky Records/Dancestreet | — | — | — | — | Erstveröffentlichung: 29. Dezember 2004 |
| 2015 | Chapter III Warrior                              | — | — | — | — | Erstveröffentlichung: 6. November 2015  |

### Kompilationen
- 2005: 3T Meets the Family of Soul (TF1 Records / Fonky Records/Dancestreet)

### Singles
| Jahr | Titel Album              | Höchstplatzierung, Gesamtwochen, AuszeichnungChartplatzierungen (Jahr, Titel, Album, Platzierungen, Wochen, Auszeichnungen, Anmerkungen) | Höchstplatzierung, Gesamtwochen, AuszeichnungChartplatzierungen (Jahr, Titel, Album, Platzierungen, Wochen, Auszeichnungen, Anmerkungen) | Höchstplatzierung, Gesamtwochen, AuszeichnungChartplatzierungen (Jahr, Titel, Album, Platzierungen, Wochen, Auszeichnungen, Anmerkungen) | Höchstplatzierung, Gesamtwochen, AuszeichnungChartplatzierungen (Jahr, Titel, Album, Platzierungen, Wochen, Auszeichnungen, Anmerkungen) | Höchstplatzierung, Gesamtwochen, AuszeichnungChartplatzierungen (Jahr, Titel, Album, Platzierungen, Wochen, Auszeichnungen, Anmerkungen) | Anmerkungen                                                 |
| Jahr | Titel Album              | DE | AT | CH | UK | US | Anmerkungen                                                 |
| ---- | ------------------------ | --- | --- | --- | --- | --- | ----------------------------------------------------------- |
| 1995 | Anything Brotherhood     | DE12 (21 Wo.)DE | — | CH8 (24 Wo.)CH | UK2 Gold · (14 Wo.)UK | US15 Gold · (33 Wo.)US | Erstveröffentlichung: 27. August 1995                       |
| 1995 | 24/7 Brotherhood         | DE67 (8 Wo.)DE | — | CH32 (3 Wo.)CH | UK11 (7 Wo.)UK | — | Erstveröffentlichung: 28. Oktober 1995                      |
| 1996 | Why Brotherhood          | DE29 (13 Wo.)DE | AT21 (9 Wo.)AT | CH11 (13 Wo.)CH | UK2 Silber · (9 Wo.)UK | — | Erstveröffentlichung: 11. Januar 1996 feat. Michael Jackson |
| 1996 | I Need You Brotherhood   | DE22 (18 Wo.)DE | — | CH9 (19 Wo.)CH | UK3 (10 Wo.)UK | — | Erstveröffentlichung: 20. Februar 1996                      |
| 1996 | Gotta Be You Brotherhood | DE84 (4 Wo.)DE | — | — | UK10 (5 Wo.)UK | — | Erstveröffentlichung: 12. März 1996 feat. Herbie            |
| 2003 | Stuck On You Identity    | DE100 (3 Wo.)DE | — | CH32 (11 Wo.)CH | — | — | Erstveröffentlichung: 25. November 2003                     |
| 2004 | Sex Appeal Identity      | — | — | CH69 (4 Wo.)CH | — | — | Erstveröffentlichung: 4. April 2004                         |
| 2004 | If You Leave Me Now –    | — | — | CH86 (5 Wo.)CH | — | — | Erstveröffentlichung: 2004 feat. T-Rio                      |

Weitere Singles
- 1996: Tease Me
- 2015: The Story of Love
- 2015: Power of Love

### Zusammenarbeiten
- 1989: 2300 Jackson Street (Background) (Single) mit den Jacksons
- 1992: The Dream Goes On (Background) (Song) mit Jermaine Jackson
- 1997: Eternal Flame (Background) (Single) mit Tomoya Nagase
- 1999: Klaye Daye (Produktion, Background) (Album) mit Klaye
- 2004: If You Leave Me Now (Duett) (Single) mit T-Rio
- 2004: Rumors (Komposition) (Single) von Lindsay Lohan

### Beiträge für Soundtracks
- 1992: The Jacksons – An American Dream (Songs: The Dream Goes On, You Are the Ones)
- 1993: Free Willy (Song: Didn’t Mean to Hurt You)
- 1995: Free Willy 2 (Song: What Will It Take)
- 1997: Men in Black (Song: Waiting for Love)
- 1999: Trippin’ (Song: Thinkin')

## Auszeichnungen für Musikverkäufe
| Silberne Schallplatte - Frankreich - 1996: für die Single Anything - 1996: für die Single Why - 2003: für die Single Stuck On You Goldene Schallplatte - Australien - 1996: für die Single Anything - 1997: für das Album Brotherhood - 1997: für die Single I Need You - Belgien - 1997: für die Single I Need You - Frankreich - 1997: für die Single I Need You - 1998: für das Videoalbum Une journ - Neuseeland - 1996: für die Single Anything - Niederlande - 1996: für das Album Brotherhood - Norwegen - 1996: für die Single Anything | Platin-Schallplatte - Belgien - 1997: für das Album Brotherhood - Frankreich - 1997: für das Album Brotherhood |

Anmerkung: Auszeichnungen in Ländern aus den Charttabellen bzw. Chartboxen sind in ebendiesen zu finden.
| Land/RegionAuszeichnungen für Musikverkäufe (Land/Region, Auszeichnungen, Verkäufe, Quellen) | Silber     | Gold       | Platin     | Verkäufe | Quellen                     |
| -------------------------------------------------------------------------------------------- | ---------- | ---------- | ---------- | -------- | --------------------------- |
| Australien (ARIA)                                                                            | —          | 3× Gold3   | —          | 105.000  | aria.com.au                 |
| Belgien (BRMA)                                                                               | —          | Gold1      | Platin1    | 75.000   | ultratop.be                 |
| Frankreich (SNEP)                                                                            | 3× Silber3 | 2× Gold2   | Platin1    | 935.000  | infodisc.fr snepmusique.com |
| Neuseeland (RMNZ)                                                                            | —          | Gold1      | —          | 5.000    | Einzelnachweise             |
| Niederlande (NVPI)                                                                           | —          | Gold1      | —          | 50.000   | nvpi.nl                     |
| Norwegen (IFPI)                                                                              | —          | Gold1      | —          | 10.000   | ifpi.no                     |
| Schweiz (IFPI)                                                                               | —          | Gold1      | —          | 25.000   | hitparade.ch                |
| Vereinigte Staaten (RIAA)                                                                    | —          | Gold1      | —          | 500.000  | riaa.com                    |
| Vereinigtes Königreich (BPI)                                                                 | Silber1    | 2× Gold2   | —          | 700.000  | bpi.co.uk                   |
| Insgesamt                                                                                    | 4× Silber4 | 13× Gold13 | 2× Platin2 |          |                             |